# Звєрєв Григорій Олександрович
Григорій Олександрович Звєрєв (15 березня 1900, Алчевськ, Катеринославська губернія − 1 серпня 1946, Москва) — радянський воєначальник, полковник, командир 190-ї стрілецької дивізії. Учасник «власівського руху», генерал-майор, командир другої дивізії збройних сил Комітету визволення народів Росії (КОНР, 1945). 

## Сім'я та освіта
Народився в сім'ї робітника-котельщика. Закінчив двокласне міське училище, піхотні Катеринославські командирські курси (1922), витримав іспити на курс піхотної школи (1924). Закінчив Вищі стрілецько-тактичні курси удосконалення командного складу «Постріл» (1930), Військову академію імені М. В. Фрунзе (1940).

## Військова служба
- З 1919 року служив у Червоній армії, брав участь у боях проти військ генерала П. М. Врангеля.
- З 1926 — член Комуністичної партії.
- З 1926 — командир роти 224-го стрілецького полку 75-ї стрілецької дивізії.
- У 1931—1933 роках — начальник 2-го відділу в штабі Летичівського укріпрайону.
- У 1933—1936 роках — начальник штабу 224-го стрілецького полку.
- У 1936—1937 роках — командир 289-го стрілецького полку.
- З 1937 — начальник штабу 19-го стрілецького полку.
- З 1938 року знаходився в розробці НКВС, неодноразово готувався його арешт за підозрою в участі у військовому заколоті — на нього дали покази три арештованих товариші по службі, два з яких відмовились від показів, а один був розстріляний.
- У 1939—1940 роках брав участь у вторгненні СРСР до Польщі, радянсько-фінській війні. Командував 2-ю стрілецькою дивізією Фінської народної армії (ФНР), що з грудня 1939 р. перебувала в смузі дії 7-ї армії на Карельському перешийку. Дивізія перебувала в другому ешелоні. В березні 1940 р. дивізія була відправлена на передову, під час штурму Виборга в основному виконувала другорядні завдання, займаючись прикриттям тилу і флангів частин 7-ї армії, що рухалися вперед.
- З травня 1940 року начальник піхоти 146-ї стрілецької дивізії Київського військового округу (КВО).
- З травня 1941 — командир 190-ї стрілецької дивізії, що входила до складу 6-ї армії.
- У серпні 1941 року 190-та стрілецька дивізія брала участь у битві під Уманню, внаслідок якої була розгромлена. Її командир потрапив до німецького полону 6 серпня в районі с. Покотилове. Утримувався в таборах під Уманню та Вінницею. Видавав себе за рядового Шевченка, українця за національністю, був звільнений, пройшов від України до Брянських лісів, вийшовши восени 1941 року до військ Червоної армії під Орлом.
- Після виходу з оточення був заарештований, звинувачений у шпигунстві, знаходився під арештом, потім був звільнений.
- З січня 1942 року — командир 8-ї Семипалатинської стрілецької дивізії, потім призначений з пониженням командиром 323-ї стрілецької бригади. На цій посаді займався формуванням маршевих полків, що відправлялися на фронт.
- З осені 1942 року перебував на Воронезькому фронті, заступник командира 127-ї стрілецької дивізії.
- З березня 1943 року — командир 350-ї стрілецької дивізії, військовий комендант Харкова. Цього ж місяця в районі Безлюдівки та Хорошева знову потрапив в оточення, під час прориву з нього був важко контужений і 22 березня потрапив до полону.[1]

## У рядах Російської визвольної армії
У березні — липні 1943 року утримувався в таборах військовополонених в Україні та Польщі. Влітку 1943 року висловив бажання приєднатися до власівського руху, в липні звільнений і направлений у Дабендорфську школу РОА, займався інспекцією таборів військовополонених і робочих команд. Наприкінці 1944 року відбирав добровольців у збройні сили Комітету визволення народів Росії (КОНР) у Норвегії — всього залучив близько 300 осіб.
З лютого 1945 — генерал-майор і командир другої дивізії збройних сил КОНР. Очолив формування дивізії на основі різних російських добровольчих підрозділів на німецькій службі. До її складу входили три піхотні полки, гарматний полк, полк постачання, два протитанково-зенітних дивізіони, два окремі саперні батальйони, один окремий батальйон зв'язку. Загальна чисельність — 11 865 осіб. Дивізія входила до складу Південної групи збройних сил КОНР.
На початку травня 1945 року перебував разом зі своєю дивізії на території Австрії. У цей же час впав у важку депресію, посилену тим, що дружина вирішила покінчити з собою, прийняла отруту і повільно помирала.
5 травня отримав наказ від Ф. І. Трухіна зібрати 2-у дивізію в кулак біля села Липнице, де розміщувався штаб, проте не виконав його. У ніч з 6 на 7 травня вийшов новий наказ Трухіна про переведення дивізії в район дислокації штабу ЗС КОНР і офіцерської школи генерал-майора М. О. Меандрова, проте і цей наказ не виконав. 8 травня прибув на нараду в штаб ЗС КОНР і дав гарантії того, що виконає третій наказ, — однак дивізія залишилася на місці. 9 травня поховав дружину.
Під час наближення частин Червоної армії розпустив дивізію і втік на територію, контрольовану американськими збройними силами, які, проте, дозволили своїм радянським союзникам проводити спецоперації із затримання «власівців» і на «своїй» території. Намагався покінчити із собою пострілом у праву скроню. Залишився живим, втративши праве око. Тієї ж ночі був захоплений у полон.

## В'язниця, суд, страта
З 1945 року перебував у в'язниці в Москві за звинуваченням у державній зраді. Визнав себе винним на слідстві і суді. Засуджений до смертної кари Військовою колегією Верховного суду СРСР. 1 серпня 1946 року повішений у дворі Бутирської в'язниці. Останки страчених кремували і поховали у безіменному рові Донського монастиря.